# Batty's duif
Batty's duif (Leptotila battyi) is een vogel uit de familie Columbidae (duiven). De wetenschappelijke naam van de soort werd in 1901 gepubliceerd door Lionel Walter Rothschild en vernoemd naar de ontdekker, de Amerikaanse natuuronderzoeker Joseph H. Batty (1846-1906). Het is een door habitatverlies kwetsbaar geworden vogelsoort die alleen voorkomt in Panama.

## Kenmerken
De vogel is 25 cm lang en merendeels bruin van kleur. Van boven is de duif kastanjebruin, de vleugels zijn bruin met zeer donkere, bijna zwarte handpennen en ook de staart is bruinachtig met witte stippen op de twee buitenste staartveren. Van onder is de vogel wijnkleurig, geleidelijk overgaand in wit op de buik. De poten zijn dof rood.

## Verspreiding en leefgebied
Deze soort is endemisch in Panama en telt twee ondersoorten:
- L. b. malae: De Pacifische hellingen van Panama en Cebaco (nabij westelijk Panama).
- L. b. battyi: Coiba (nabij het zuidelijke deel van Midden-Panama).

De leefgebieden van deze vogel liggen in hoogopgaand natuurlijk tropische bos.

## Status
Batty's duif heeft een beperkt verspreidingsgebied en daardoor is de kans op uitsterven aanwezig. De grootte van de populatie werd in 2020 door BirdLife International geschat op 50-100 duizend volwassen individuen. De populatie-aantallen nemen af door jacht en habitatverlies. Het leefgebied wordt aangetast door ontbossing en versnippering van het areaal aan natuurlijk bos. Natuurlijk bos maakt plaats voor agrarisch gebruik zoals beweiding. Om deze redenen staat deze soort als kwetsbaar op de Rode Lijst van de IUCN.